# Thesaurus verborum ac phrasium
El Thesaurus verborum ac phrasium és un diccionari llatí-castellà, obra del jesuïta segovià Bartolomé Bravo.
L'obra tingué gran difusió. La seva primera edició (suposada) és de 1590, a Pamplona. Posteriorment s'imprimí a València (1606), Palma (1607), etc.
D'aquest diccionari llatí-castellà en sorgiren dues adaptacions al català, el Fons verborum et phrasium, d'Antoni Font, de 1637, i el Dictionarium seu Thesaurus Catalano-Latinus verborum ac phrasium, de Pere Torra, imprès per primer cop el 1640.